# Seleção Brasileira de Futebol de Cinco Masculino

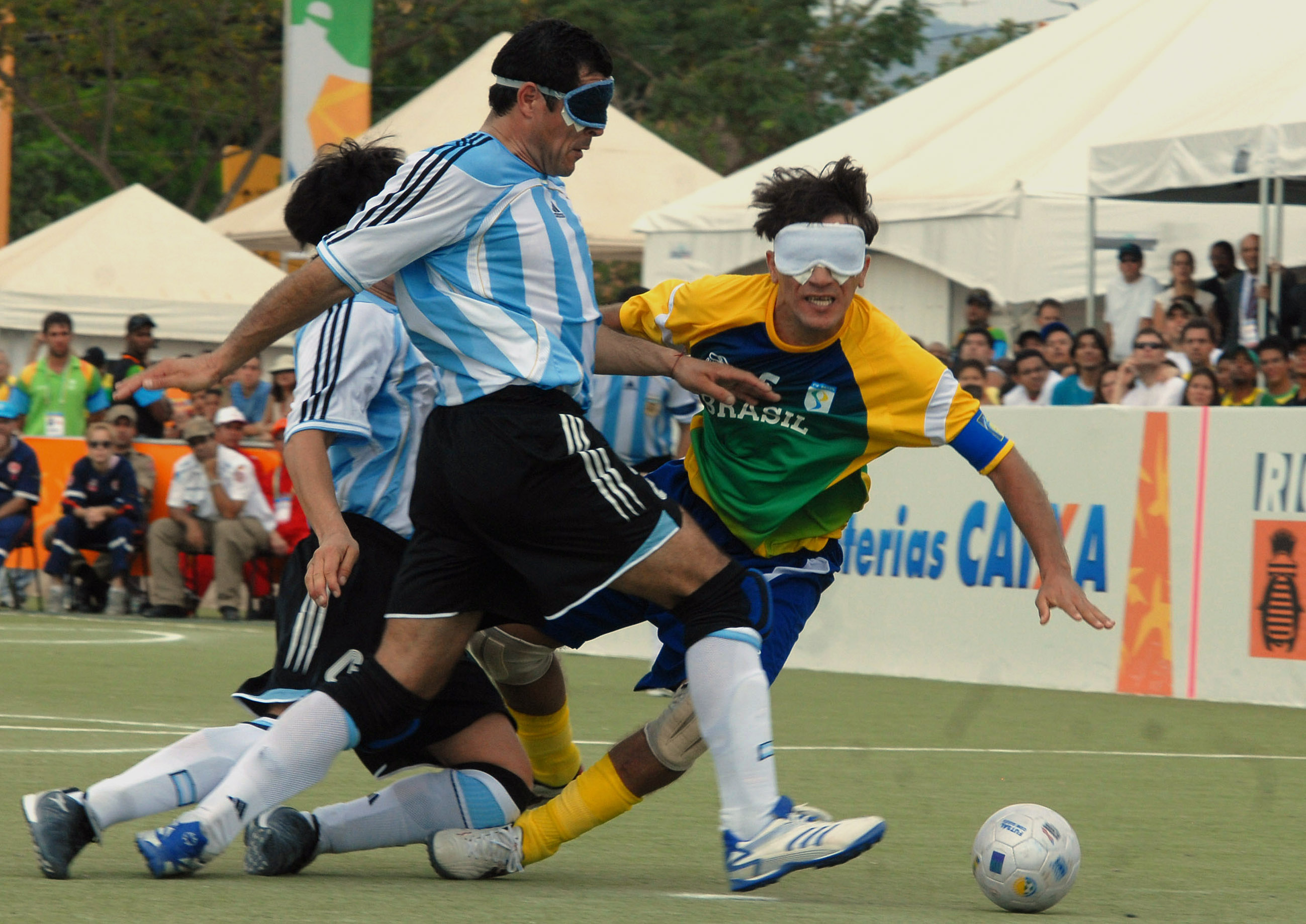
A Seleção na final dos Jogos Parapan-Americanos de 2007 contra a Argentina.

Seleção Brasileira masculina de Futebol de Cegos, anteriormente Seleção Brasileira masculina de Futebol de 5, é a seleção nacional de futebol de cegos adulta profissional brasileira, organizada e gerenciada pela Confederação Brasileira de Desportos de Deficientes Visuais (CBDV).

## História da Seleção Brasileira de Futebol de Cegos
A Seleção Brasileira de Futebol de Cegos é uma das mais vitoriosas na história do esporte, tendo conquistado diversos títulos em competições internacionais, incluindo as Paralimpíadas e Campeonatos Mundiais. Desde sua criação, a seleção tem se destacado pelo alto nível técnico e tático, além de contar com jogadores que se tornaram ícones no esporte.

### 2004: O início do domínio
O Brasil começou a se destacar internacionalmente no futebol de cegos nos Jogos Paralímpicos de Atenas, em 2004, quando conquistou sua primeira medalha de ouro. A partir daí, a equipe consolidou sua hegemonia no esporte, sendo referência mundial.

### Rio 2007: O Primeiro Título Parapan-Americano
Nos Jogos Parapan-Americanos de 2007, realizados no Rio de Janeiro, o Brasil conquistou a medalha de ouro no futebol de 5, marcando o início de uma era de domínio na modalidade. A seleção brasileira superou seus adversários com uma campanha impecável, destacando-se como a principal potência do esporte nas Américas. Este foi o primeiro título parapan-americano da seleção brasileira de futebol de cegos, que se tornaria um símbolo de excelência no esporte paralímpico.

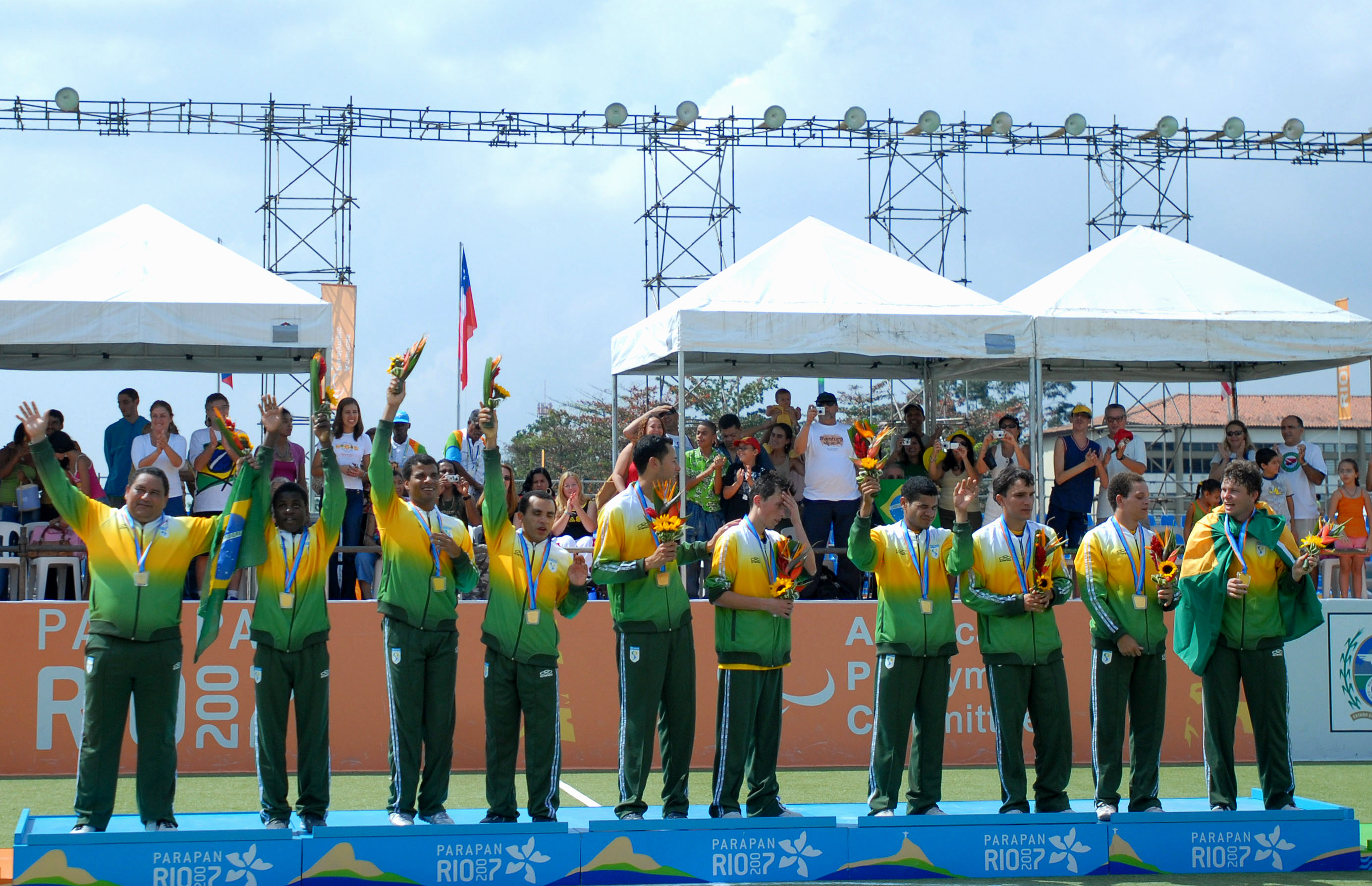
A Seleção na cerimônia de premiação dos Jogos Parapan-Americanos de 2007.

### 2008: Bicampeonato em Pequim
Nos Jogos Paralímpicos de Pequim, em 2008, a seleção brasileira conquistou seu segundo título consecutivo, mostrando uma evolução tática e uma solidez defensiva que se tornaram características marcantes do time.

### Guadalajara 2011: Ouro em Confronto Clássico
Em Guadalajara 2011, o Brasil reafirmou sua superioridade no futebol de 5 ao conquistar a medalha de ouro com uma vitória emocionante sobre a Argentina na final. A partida decisiva foi realizada no último dia do Parapan, e a seleção brasileira brilhou ao garantir o bicampeonato na competição, consolidando sua hegemonia no esporte.

### 2012: Tricampeonato em Londres
Em Londres, a seleção brasileira manteve sua invencibilidade e conquistou o tricampeonato paralímpico, com destaque para as atuações do artilheiro Jefinho.

### Toronto 2015: Tricampeonato para-panamericano e Gol Histórico
No Parapan de Toronto 2015, o Brasil conquistou seu terceiro título consecutivo no futebol de 5, mais uma vez derrotando a Argentina na final. O destaque da partida foi um golaço de Ricardinho, que selou a vitória e garantiu o tricampeonato para a seleção brasileira. A performance impecável da equipe mostrou a continuidade do domínio brasileiro na modalidade.

### 2016: Tetracampeonato no Rio
Nos Jogos Paralímpicos do Rio, em 2016, o Brasil garantiu o tetracampeonato com uma campanha irretocável, vencendo todas as partidas e consolidando sua posição como a maior potência do futebol de cegos.

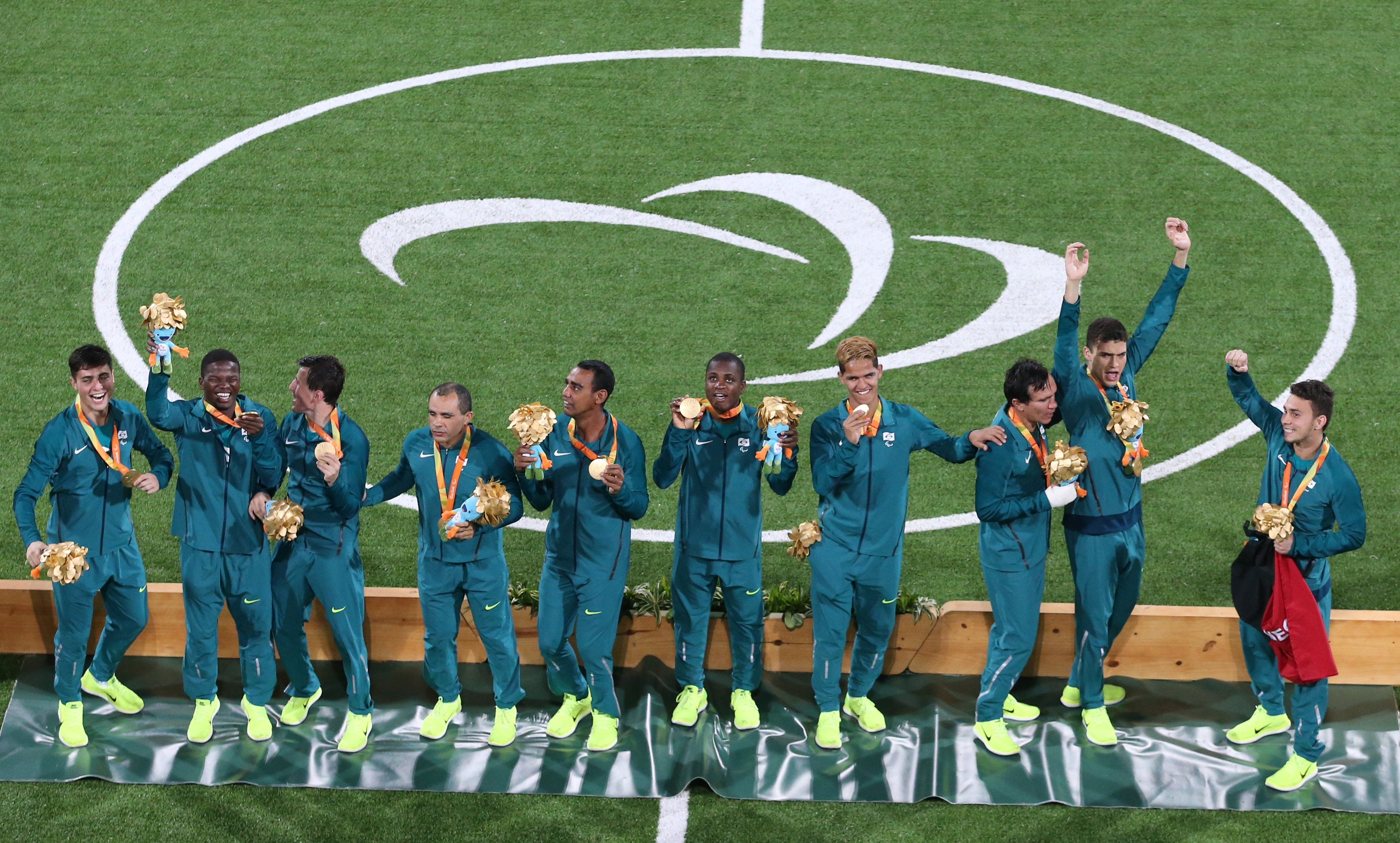
A Seleção no pódio dos Jogos Paralímpicos de Verão de 2016

### Lima 2019: Tetracampeonato para-panamericano em Jogo Disputado
Nos Jogos Parapan-Americanos de Lima 2019, o Brasil alcançou o tetracampeonato no futebol de 5 após uma vitória difícil contra a Argentina. A final foi marcada por grande competitividade, mas a seleção brasileira mostrou sua força e experiência para garantir mais uma medalha de ouro no esporte. Este título consolidou ainda mais o Brasil como a potência dominante nas Américas.

### 2021: Pentacampeonato em Tóquio
Em Tóquio, o Brasil novamente subiu ao lugar mais alto do pódio, conquistando o pentacampeonato com uma vitória sobre a Argentina na final. O torneio também marcou a despedida de alguns jogadores históricos da seleção.  

### 2023: Pentacampeonato Inédito em Santiago
Em maio de 2023, a seleção brasileira de futebol de cegos participou do Grand Prix Internacional de Puebla, no México. Na fase de grupos, o Brasil estreou com uma goleada sobre a Índia. Na semifinal, a seleção brasileira enfrentou a Argentina e, após um empate no tempo regulamentar, venceu nos pênaltis, garantindo vaga na final contra o Japão. Na decisão, o Brasil superou o Japão e conquistou o bicampeonato do torneio.
Ainda em 2023, a seleção brasileira participou da Copa Tango, realizada na Argentina. O torneio é uma preparação para os principais campeonatos internacionais, incluindo a Copa do Mundo e os Jogos Paralímpicos.
Em maio de 2023, o Brasil foi campeão do Grand Prix da França de Futebol de Cegos, seu terceiro título do ano.
No início de agosto de 2023, o Brasil conheceu seus adversários para a Copa do Mundo de Futebol de Cegos, que seria realizada em Birmingham, Inglaterra. O Brasil ficou no Grupo B, junto com Japão, França e Costa Rica.
Durante a Copa do Mundo de 2023, o Brasil enfrentou a França nas quartas de final e venceu, garantindo vaga nas semifinais e, consequentemente, nos Jogos Paralímpicos de Paris 2024. No entanto, na semifinal, o Brasil foi derrotado pela China e foi disputar a medalha de bronze. Na disputa pelo terceiro lugar, a seleção brasileira enfrentou o Marrocos e saiu vitoriosa, conquistando a medalha de bronze.
Em Santiago 2023, o Brasil conquistou o pentacampeonato no futebol de cegos ao vencer a Colômbia na final. Esta vitória marcou um feito histórico para a seleção brasileira, que se tornou pentacampeã consecutiva da modalidade nos Jogos Parapan-Americanos. O triunfo reafirmou o Brasil como a principal referência do futebol de 5 no continente.

### 2024: Desafios em Paris
Nos Jogos Paralímpicos de Paris, a seleção brasileira enfrentou novos desafios. Após uma campanha sólida na fase de grupos, incluindo um empate contra a China que garantiu a vaga nas semifinais, o Brasil enfrentou a Argentina na fase decisiva.
Apesar da boa atuação de jogadores como Jardiel, que brilhou na vitória sobre a França, a equipe brasileira acabou derrotada nos pênaltis pela Argentina, ficando fora da final pela primeira vez na história. O resultado foi um duro golpe para a seleção, que vinha de uma sequência invicta em edições anteriores.
Mesmo assim, a equipe ainda lutou por um lugar no pódio, buscando a medalha de bronze  contra a Colômbia.          
Em tal partida, o Brasil venceu por 1 X 0, com o gol saindo quando faltavam 6 minutos e 39 segundos para o final do jogo, sendo marcado pelo Jefinho e com isso garantindo a seleção no pódio paralímpico pela sexta edição seguida. 

## Títulos
- Copa do Mundo: 5 (1998, 2000, 2010,2014 e 2018[7])
- Jogos Paralímpicos: 5 (2004, 2008, 2012 e 2016,[8] 2020[31])
- Jogos Parapan-Americanos: 4 (2007, 2011, 2015 e 2019)
- Campeonato das Américas: 6 (1997, 2001, 2003, 2009, 2013 e 2019[32])

### Outros[33]
- 2004 - II Copa IBSA - Buenos Aires (ARG)
- 2006 - I Copa América IBSA - São Paulo (BRA)
- 2007 - Jogos Mundiais da IBSA - São Paulo (BRA)
- 2010 - I Desafio Internacional Loterias Caixa - Rio de Janeiro (BRA)
- 2011 - II Desafio Internacional Loterias Caixa - Rio (BRA)
- 2012 - III Desafio Internacional Loterias Caixas - São Paulo (BRA)
- 2012 - Torneio Internacional - Madri (ESP)
- 2013 - Copa Saitama - Saitama (JPN)
- 2013 - Torneio Fiat Calcio - Yokohama (JPN)
- 2013 - Torneio Internacional - San Luiz del Rey (MEX)
- 2014 - Quad Nations Cup - Hereford (ING)
- 2014 - Super Copa das Nações - Rio (BRA)
- 2015 - Torneio Internacional - Madri (ESP)
- 2016 - Torneio Internacional - Fuhzou (CHN)
- 2016 - V Desafio Internacional - Rio (BRA)
- 2019 - Tango Cup - Buenos Aires (ARG)

## Elenco atual
Os seguintes atletas foram convocados para a disputa dos Jogos Paralímpicos de Verão de 2024. 
| Número     | Nome                            | Posição  | Idade | Clube      |  |
| ---------- | ------------------------------- | -------- | ----- | ---------- |  |
| 1          | Luan de Lacerda Gonçalves       | Goleiro  | 31    | Agafuc-RS  |  |
| 12         | Matheus da Costa Coelho Bumussa | Goleiro  | 29    | Apace-PB   |  |
|            |                                 |          |       |            |  |
| 5          | Cássio Lopes dos Reis           | Linha    | 35    | Maestro-PR |  |
| 11         | Jardiel Viera Soares            | Linha    | 27    | Apace-PB   |  |
| 7          | Jeferson da Conceição Gonçalves | Linha    | 34    | Maestro-PR |  |
| 6          | Jonatan Felipe Borges da Silva  | Linha    | 25    | Apace-PB   |  |
| 4          | Maicon Junior Dos Santos Mendes | Linha    | 24    | Apace-PB   |  |
| 8          | Raimundo Nonato Alves Mendes    | Linha    | 36    | Agafuc-RS  |  |
| 10         | Ricardo Steinmetz Alves         | Linha    | 35    | Agafuc-RS  |  |
| 9          | Tiago da Silva                  | Linha    | 28    | Maestro-PR |  |
|            |                                 |          |       |            |  |
| Sem número | Júlio Cesar Marques Macena      | Chamador |       |            |  |